# Hoà Bình
Hoà Bình wymowaⓘ – miasto w Wietnamie, stolica prowincji Hoà Bình, nad Rzeką Czarną. W 2009 roku liczyło 65 377 mieszkańców.
Miasto Hoà Bình jest stolicą prowincji Hoà Bình od 27 października 2006 roku. Od tamtego czasu pełni rolę ośrodka administracyjnego i społeczno-gospodarczego prowincji.
Miasto leży 82 km na południowy zachód od stolicy kraju, Hanoi. Jest położone u podstawy sztucznego jeziora Hoà Bình, powstałego w wyniku wybudowania elektrowni wodnej. W mieście zlokalizowane jest więzienie.